# Метеоритні кратери України
Метеоритні кратери України — перелік метеоритних кратерів, виявлених на території України.
На території України виявлено сім вибухових кратерів. Більшість дослідників вважає, що всі вони утворилися внаслідок падіння небесних тіл, однак висловлюється думка щодо ендогенного (суто земного) походження деяких із них. Усі кратери, за винятком Іллінецького, поховано під товщею осадових порід, їхнє дослідження здійснювалося за допомогою свердловин.
Український кристалічний щит завдяки своїй стабільності в геологічному відношенні протягом тривалого часу (близько 1,5 мільярдів років) має найбільшу на земній поверхні щільність астроблем.
| № | Назва                                      | Область                  | Діаметр, км | Вік, млн років | Координати                        |
| - | ------------------------------------------ | ------------------------ | ----------- | -------------- | --------------------------------- |
| 1 | Бовтиська западина                         | Кіровоградська область   | 25          | 65             | 48°54′ пн. ш. 32°15′ сх. д.       |
| 2 | Західна структура (Білилівська астроблема) | Житомирська область      | 6,2         | 166±10         | 49°40′08″ пн. ш. 29°00′49″ сх. д. |
| 3 | Зеленогайський кратер                      | Кіровоградська область   | 2,5         | 120            | 48°53′ пн. ш. 32°48′ сх. д.       |
| 4 | Іллінецький кратер                         | Вінницька область        | 4,5         | ~400           | 49°07′ пн. ш. 29°06′ сх. д.       |
| 5 | Оболонський кратер                         | Полтавська область       | 20          | 169±7          | 49°35′ пн. ш. 32°55′ сх. д.       |
| 6 | Ротмістрівський кратер                     | Черкаська область        | 2,7         | 140            | 49°08′50″ пн. ш. 31°42′30″ сх. д. |
| 7 | Тернівський кратер                         | Дніпропетровська область | 12          | 280            | 48°08′ пн. ш. 33°31′ сх. д.       |